# Nowomykołajiwka (obwód sumski)
Nowomykołajiwka (ukr. Новомиколаївка) – wieś na Ukrainie, w obwodzie sumskim, w rejonie sumskim, w hromadzie Chotiń. W 2001 liczyła 133 mieszkańców.